# باولو كارليني
باولو كارليني (بالإيطالية: Paolo Carlini)‏ (6 يناير 1922 - 3 نوفمبر 1979) كان ممثلًا مسرحيًا وتلفزيونيًا وسينمائيًا إيطاليًا.

## السيرة الشخصية
وُلد كارليني سانتاركانجيلو دي رومانيا، وتابع دورات التمثيل التي عقدتها الممثلة تيريزا فرانشيني وظهر لأول مرة على خشبة المسرح في سن مبكرة جدًا. يعتبر من أوائل النجوم في المسلسل التلفزيوني الإيطالي المصغر (ما يسمى بـ "سينيجياتي"). كما أنه معروف بارتباطه بالممثلة لياندرو بادوفاني، التي لعب معها دور البطولة في عدد من الأعمال الدرامية التي نالت استحسانا كبيرا في الخمسينيات من القرن الماضي. بصرف النظر عن مسيرته السينمائية الطويلة، اكتسب كارليني سمعة سيئة باعتباره الشريك المشاع لبولس السادس.

## فيلموغرافيا

### السينما
- وداعا أيها الشباب! من إخراج فرديناندو ماريا بوجيولي (1940)
- الخاطئ للمخرج أمليتو باليرمي (1940)
- ضحك المهرج ، إخراج كاميلو ماستروسينك (1941)
- النسور الثلاثة من إخراج ماريو ماتولي (1942)
- نهاية العالم ، من إخراج جوزيبي ماريا سكوتيز (1947)
- بارون كارلو مازا ، إخراج جويدو برينيوني (1948)
- الطريق العظيم - رحلة مونتي كاسينو ، من إخراج ميشال واسزينسكي وفيتوريو كوتافافي (1948)
- أغنية نابولي الأبدية ، إخراج سيلفيو سيانو (1949)
- التنازل الكبير للمخرج ألدو فيرغانو (1951)
- المنبوذين ، إخراج فلافيو كالزافارا ( 1951)
- تاريخ فورنيتو البندقية ، إخراج جياسينتو سوليتو (1952)
- بدلة بورتيشي ، إخراج جورجيو أنسولدي (1952)
- بابا أتذكرك ، إخراج ماريو فولبي (1952)
- الموناليزا ، إخراج جيسينتو سوليتو (1953)
- عطلة رومانية (عطلة رومانية ) ، إخراج ويليام ويلر (1953)
- الكاردينال لامبرتيني ، إخراج جورجيو باستينا (1954)
- لن أنساك أبدًا ، إخراج جوزيبي جوارينو (1956)
- الصوت الذي يقتل ، إخراج ألدو كولومبو (1956).
- خليج نابولي ( بدأت في نابولي ) للمخرج ميلفيل شافيلسون (1960)
- لوسيانو ، حياة محترقة ، إخراج جيان فيتوريو بالدي (1962)
- طلاق ألا سيسيليانا إخراج إنزو دي جياني (1963)
- المخطوبة ، إخراج ماريو مافي (1964)
- الحب الإيطالي ، إخراج ستينو (1966)
- الآخرون ونحن ، إخراج موريزيو أرينا (1967).
- النائبان من إخراج جيوفاني جريمالدي (1968)
- تاريخ آنا ماجدالينا باخ ( Chronik der Anna Magdalena Bach ) ، من إخراج جان ماري شتراوب ودانييل هيليت (1968)
- سيغريس ضد سكوتلاند يارد ، إخراج جيدو زورلي (1968)
- كل شيء أو لا شيء ، إخراج جويدو زورلي (1968)
- دون كيشوت وسانشو بانزا ، من إخراج جيوفاني جريمالدي (1968)
- الحائط الرابع ، إخراج أدريانو بولزوني (1968)
- حالة ضمير ، إخراج جيوفاني جريمالدي (1969)
- نقي مثل بابا الملاك جعلني راهبًا ... لمونزا ، من إخراج جيوفاني جريمالدي (1969)
- دون كاميلو وشباب اليوم (فيلم غير مكتمل) للمخرج كريستيان جاك (1970)
- موانع الدكتور غودينزي ، الأرمل ، مع عقدة الروح الطيبة ، من إخراج جيوفاني جريمالدي (1971)
- الطائر المهاجر من إخراج ستينو (1972)
- اللص الأخ ، إخراج بينو توسيني (1972).
- لدي العبد وأنت لا ، إخراج جورجيو كابيتاني (1973)
- الفتاة الصغيرة من إخراج ماريو إمبيرولي (1974).
- الخادم ، إخراج لويجي فيليبو داميكو (1974)
- بلو جينز للمخرج ماريو إمبيرولي (1975)
- كتاب الحب، إخراج ديسيو سيلا (1976)
- مثل الكلاب المسعورة من إخراج ماريو إمبيرولي (1976)
- السنجاب للمخرج جيدو زورلي (1981)

### التلفزيون
- رواية شاب فقير من إخراج سيلفيريو بلاسي ، تمت كتابتها في 4 حلقات (1957)
- نادي الانتحار ، روبرت لويس ستيفنسون ، من إخراج جياكومو فاكاري ، 4 ديسمبر 1957.
- مونت أوريول ، إخراج كلوديو فينو ، وكُتب في 4 حلقات (1958)
- عودة الملازم شريدان حلقة الرسالة من إخراج ماريو لاندي في 10 نوفمبر 1963.
- حالة ضمير ، بقلم جينو دي سانكتيس ، إخراج مارسيلو سارتاريلي ، ٢٧ فبراير ، ١٩٦٤.
- ألتيما بوهيم ، من إخراج سيلفيريو بلاسي ، وكُتب في 6 حلقات (1964)
- ملف ماتا هاري ، من إخراج ماريو لاندي ، وكُتب في 4 حلقات (1967)
- سجوني إخراج ساندرو بولشي ، وكُتب في 4 حلقات (1968)
- شيرلوك هولمز - آخر عائلة باسكرفيل (من رواية كلب آل باسكرفيل للكاتب كونان دويل) ، من إخراج وليام موراندي، مسلسل تلفزيوني ، تم بثه من 15 نوفمبر إلى 29 نوفمبر (1968)
- لازاريلو ، إخراج أندريا كاميليري ، 4 حلقات لتلفزيون الأطفال (1968-1969)
- نيرو وولف ، حلقة تحدي الشوكولاتة ، إخراج جوليانا بيرلينجير (1971)
- جيالو دي سيرا ، حلقة المفتاح 05 ، من إخراج جوجليلمو موراندي ، 6 أبريل 1971.
- تحقيقات المفوض ماجريت ، حلقة مجنون برجراك ، إخراج ماريو لاندي (1972)
- Uno dei due 2 ، حلقة L 'fuoco ، من إخراج كلوديو فينو ، 18 يوليو 1972.
- أولينكا ، من تأليف أنطون تشيخوف ، وإخراج أليساندرو بريسون ، وكُتب في جزأين (1973)
- بيرتولدو وملكه ، إخراج جوليو سيزار كروس ، إخراج سيلفيريو بلاسي ، 15 يناير 1974.
- المفوض De Vincenzi 2 ، حلقة سر Cinecittà ، إخراج ماريو فيريرو (1977)
- سرقة الموناليزا إخراج ريناتو كاستيلاني 3 حلقات (1978)
- مشاكل دون إيسيدرو ، حلقة جريمة على متن الطائرة ، إخراج أندريا فريزا (1978)

في عام 1957 ، قدم صوته إلى سلسلة من الرسومات التخطيطية في قسم من جريدة موكب الفرسان ، للإعلان عن صابون بالموليف . 